# Alfio Contini
Alfio Contini (Rosignano Marittimo, 19 settembre 1927 – Manciano, 23 marzo 2020) è stato un direttore della fotografia italiano.

## Biografia
La sua carriera conta oltre un centinaio di film nell'arco di quasi cinquant'anni. Ha collaborato fra gli altri con Dino Risi, Liliana Cavani e Michelangelo Antonioni.
Figlio di un costruttore, trascorse parte dell'infanzia a Rosignano Marittimo per poi trasferirsi a Roma durante la Seconda Guerra Mondiale.
Successivamente, interrotti gli studi di architettura a causa della prematura morte del padre, iniziò a lavorare in fabbrica. In un secondo momento, grazie al suocero Carlo Montuori, padre della sua prima moglie Carmela, cominciò a lavorare come assistente nel cinema. Il suo primo lavoro come operatore di macchina fu ne Il cappotto di Alberto Lattuada del 1952. Ebbe un unico figlio, Carlo.

## Filmografia

### Assistente operatore
- Il cappotto, regia di Alberto Lattuada (1952)
- Bufere, regia di Guido Brignone (1953)
- Sinfonia d'amore, regia di Glauco Pellegrini (1954)
- Vergine moderna, regia di Marcello Pagliero (1954)
- Tripoli, bel suol d'amore, regia di Ferruccio Cerio (1954)

### Operatore
- La regina di Saba, regia di Pietro Francisci (1952)
- Ivan, il figlio del diavolo bianco, regia di Guido Brignone (1953)
- Racconti romani, regia di Gianni Franciolini (1955)
- La moglie è uguale per tutti, regia di Giorgio Simonelli (1955)
- Il bigamo, regia di Luciano Emmer (1955)
- I giorni più belli, regia di Mario Mattoli (1956)
- Il conte Max, regia di Giorgio Bianchi (1957)
- La grande strada azzurra, regia di Gillo Pontecorvo (1957)
- Napoli, sole mio!, regia di Giorgio Simonelli (1958)
- Carmela è una bambola, regia di Gianni Puccini (1958)
- Ferdinando Iº re di Napoli, regia di Gianni Franciolini (1959)
- Il padrone delle ferriere, regia di Anton Giulio Majano (1959)
- Ciao, ciao bambina! (Piove), regia di Sergio Grieco (1959)
- I battellieri del Volga, regia di Viktor Turžanskij (1959)
- Psicanalista per signora, regia di Jean Boyer (1959)
- Nel blu dipinto di blu, regia di Piero Tellini (1959)
- Olympia (A Breath of Scandal), regia di Michael Curtiz (1969)
- La vendetta di Ercole, regia di Vittorio Cottafavi (1960)
- La dolce vita, regia di Federico Fellini (1960)

### Direttore della fotografia

#### Cinema
- La regina dei tartari, regia di Sergio Grieco (1960)
- Chiamate 22-22 tenente Sheridan, regia di Giorgio Bianchi (1960)
- Akiko, regia di Luigi Filippo D'Amico (1961)
- Mani in alto, regia di Giorgio Bianchi (1961)
- Il segugio, regia di Bernard-Roland (1961)
- Colpo gobbo all'italiana, regia di Lucio Fulci (1962)
- Arrivano i titani, regia di Duccio Tessari (1962)
- I due della legione, regia di Lucio Fulci (1962)
- Sodoma e Gomorra (Sodom and Gomorrah), regia di Robert Aldrich (1962)
- Il sorpasso, regia di Dino Risi (1962)
- La marcia su Roma, regia di Dino Risi (1962)
- I cuori infranti, regia di Gianni Puccini e Vittorio Caprioli (1963)
- Gli imbroglioni, regia di Lucio Fulci (1963)
- Il terrorista, regia di Gianfranco De Bosio (1963)
- I mostri, regia di Dino Risi (1963)
- Il giovedì, regia di Dino Risi (1964)
- I maniaci, regia di Lucio Fulci (1964)
- I marziani hanno 12 mani, regia di Castellano e Pipolo (1964)
- F.B.I. operazione Baalbeck, regia di Marcello Giannini (1964)
- Amore facile, regia di Gianni Puccini (1964)
- L'idea fissa, regia di Gianni Puccini e Mino Guerrini (1964)
- I due pericoli pubblici, regia di Lucio Fulci (1964)
- Extraconiugale di Massimo Franciosa, Mino Guerrini e Giuliano Montaldo (1964)
- Il gaucho, regia di Dino Risi (1965)
- Slalom, regia di Luciano Salce (1965)
- I soldi, regia di Gianni Puccini e Giorgio Cavedon (1965)
- 7 monaci d'oro, regia di Moraldo Rossi (1966)
- Yankee di Tinto Brass (1966)
- Una rosa per tutti, regia di Franco Rossi (1967)
- Per amore... per magia..., regia di Duccio Tessari (1967)
- Fai in fretta ad uccidermi... ho freddo!, regia di Francesco Maselli (1967)
- Dio perdona... io no!, regia di Giuseppe Colizzi (1967)
- Il diario segreto di una minorenne, regia di Oscar Brazzi (1968)
- Galileo regia di Liliana Cavani (1968)
- Ruba al prossimo tuo..., regia di Francesco Maselli (1968)
- La matriarca, regia di Pasquale Festa Campanile (1968)
- Certo, certissimo, anzi... probabile, regia di Marcello Fondato (1969)
- Zabriskie Point, regia di Michelangelo Antonioni (1970)
- I girasoli, regia di Vittorio De Sica (1970)
- La mortadella, regia di Mario Monicelli (1971)
- La moglie del prete, regia di Dino Risi (1971)
- Un posto ideale per uccidere, regia di Umberto Lenzi (1971)
- Le troiane (The Trojan Women), regia di Michael Cacoyannis (1971)
- Bianco, rosso e..., regia di Alberto Lattuada (1972)
- Buona parte di Paolina, regia di Nello Rossati (1973)
- Sono stato io!, regia di Alberto Lattuada (1973)
- Il giorno del furore (Days of Fury), regia di Antonio Calenda (1973)
- Sessomatto, regia di Dino Risi (1973)
- Il portiere di notte, regia di Liliana Cavani (1974)
- Flavia, la monaca musulmana, regia di Gianfranco Mingozzi (1974)
- Il gatto mammone, regia di Nando Cicero (1975)
- Yuppi du, regia di Adriano Celentano (1975)
- Attenti al buffone, regia di Alberto Bevilacqua (1975)
- Peccatori di provincia, regia di Tiziano Longo (1976)
- Cattivi pensieri, regia di Ugo Tognazzi (1976)
- Mimì Bluette... fiore del mio giardino, regia di Carlo Di Palma (1977)
- Geppo il folle, regia di Adriano Celentano (1978)
- Ridendo e scherzando, regia di Vittorio Sindoni (1978)
- Tanto va la gatta al lardo..., regia di Vittorio Sindoni (1978)
- Nero veneziano, regia di Ugo Liberatore (1978)
- Un dramma borghese, regia di Florestano Vancini (1979)
- Vestire gli ignudi, regia di Luigi Filippo D'Amico (1979)
- Mani di velluto, regia di Castellano e Pipolo (1979)
- L'avvertimento, regia di Damiano Damiani (1980)
- Exit... nur keine Panik di Franz Novotny (1980)
- Il bisbetico domato di Castellano e Pipolo (1980)
- La baraonda, regia di Florestano Vancini (1981)
- Mia moglie è una strega, regia di Castellano e Pipolo (1981)
- San-Antonio ne pense qu'à ça, regia di Joël Séria (1981)
- Nessuno è perfetto, regia di Pasquale Festa Campanile (1981)
- Porca vacca, regia di Pasquale Festa Campanile (1981)
- Più bello di così si muore, regia di Pasquale Festa Campanile (1982)
- La ragazza di Trieste, regia di Pasquale Festa Campanile (1982)
- Bingo Bongo, regia di Pasquale Festa Campanile (1982)
- Chi mi aiuta?, regia di Valerio Zecca (1983)
- Il petomane, regia di Pasquale Festa Campanile (1983)
- Sole nudo, regia di Tonino Cervi (1984)
- Uno scandalo perbene, regia di Pasquale Festa Campanile (1984)
- Joan Lui - Ma un giorno nel paese arrivo io di lunedì, regia di Adriano Celentano (1985)
- Il burbero, regia di Castellano e Pipolo (1987)
- Renegade - Un osso troppo duro, regia di E.B. Clucher (1987)
- Pigmalione 88, regia di Flavio Mogherini (1988)
- Treno di panna, regia di Andrea De Carlo (1988)
- Se lo scopre Gargiulo, regia di Elvio Porta (1988)
- Fuga dal Paradiso, regia di Ettore Pasculli (1989)
- Zoo, regia di Cristina Comencini (1989)
- La bocca, regia di Luca Verdone (1990)
- Riflessi in un cielo scuro, regia di Salvatore Maira (1991)
- Un piede in paradiso, regia di E.B. Clucher (1991)
- Mutande pazze, regia di Roberto D'Agostino (1992)
- L'aquila della notte, regia di Cinzia TH Torrini (1994)
- Al di là delle nuvole, regia di Michelangelo Antonioni e Wim Wenders (1995)
- Colibrì rosso (Vörös Colibri), regia di Zsuzsa Boszormenyi (1995)
- Uomini senza donne, regia di Angelo Longoni (1996)
- Tra Scilla e Cariddi, regia di Demetrio Casile (1998)
- Donne in bianco, regia di Tonino Pulci (1998)
- Apri gli occhi e... sogna, regia di Rosario Errico (2002)
- Il gioco di Ripley (Ripley's Game), regia di Liliana Cavani (2002)
- Keller - Teenage Wasteland, regia di Eva Urthaler (2005)

#### Televisione
- Storia senza parole, regia di Biagio Proietti - film TV (1978)
- Il gorilla (Le gorille) - serie TV (1990)
- Le mele marce, regia di Raffaele Festa Campanile - miniserie TV (1992)
- Morte di una strega, regia di Cinzia TH Torrini - miniserie TV (1996)
- Un nero per casa, regia di Gigi Proietti - film TV (1998)
- Pepe Carvalho - La serie - serie TV (1999)
- Francesca e Nunziata, regia di Lina Wertmüller - film TV (2001)